# Karl Lindau
Karl Lindau (ou Carl Lindau, né Karl Gemperle le 26 novembre 1853 à Vienne et mort le 15 janvier 1934 dans la même ville) est un acteur et écrivain autrichien.

## Biographie
Il est le fils d'Anton Gemperle, un producteur de substitut au café ; son grand-père, le Suisse Johann Baptist Gemperle fonda la première fabrique à Vienne. Après une formation technique, il se tourne vers le théâtre et commence sur scène le 20 octobre 1870 à Graz. Il obtient des engagements dans les théâtres allemands de Prague, Francfort, Dresde, Graz puis Olomouc. En 1881, le directeur Franz Steiner l'engage au Theater an der Wien et le fait participer à l'ensemble comique où il reste jusqu'en 1901. Il se fait un nom aussi en jouant dans les opérettes. D'octobre 1882 à mars 1883, il fait une tournée avec Josefine Gallmeyer, Wilhelm Knaack et Franz Tewele jusqu'en Amérique du Nord.
Dès 1876, Lindau se met à écrire pour le théâtre. Il écrit une centaine de pièces telles que des comédies, des farces et des livrets d'opérette. Certains écrites avec Leopold Krenn sont vite populaires. Avec l'opérette Der Fremdenführer (musique de Carl Michael Ziehrer), ils offrent un grand rôle à Alexander Girardi. Il fait aussi l'adaptation d'œuvres françaises.

## Œuvre
- 1899 : Die Landstreicher. Operette in zwei Akten und einem Vorspiele. Livret avec Leopold Krenn. Musique de Carl Michael Ziehrer.
- 1900 : Der Schelm von Bergen. Komisch-romantische Operette in 3 Akten. Livret avec Konrad Loewe. Musique d'Alfred Oelschlegel.
- 1902 : Der Fremdenführer. Operette in einem Vorspiel und drei Akten. Livret avec Leopold Krenn. Musique de Carl Michael Ziehrer.
- 1903 : Frühlingsluft. Operette in drei Akten. Livret avec Julius Wilhelm. Musique d'Ernst Reiterer d'après Josef Strauss.
- 1904 : Die Eisjungfrau. Operette in 2 Akten. Livret avec Julius Wilhelm. Musique de Josef Hellmesberger (d'après Gustave Adolph Kerker).
- 1904 : Wien bei Nacht. Burleske in 1 Akt. Livret avec Julius Wilhelm. Musique de Josef Hellmesberger.
- 1904 : Jung Heidelberg. Operette in 3 Akten. Livret avec Leopold Krenn. Musique d'Ernst Reiterer d'après Karl Millöcker.
- 1905 : Frauenherz. Operette in 3 Akten. Livret (d'après le livret français). Musique de Josef Strauss, arrangé par Ernst Reiterer.
- 1905 : Die Schützenliesel. Operette in 3 Acten. Livret avec Leo Stein. Musique d'Edmund Eysler.
- 1905 : Der Schnurrbart. Operette in 3 Akten. Livret avec Leo Stein. Musique de Georg Verö.
- 1906 : 1001 Nacht. Fantastische Operette in einem Vorspiel und zwei Akten. Livret avec Leo Stein. Musique de Johann Strauss, arrangé par Ernst Reiterer.
- 1906 : Künstlerblut. Operette in 1 Vorspiel und 2 Akten. Livret avec Leo Stein. Musique d'Edmund Eysler.
- 1907 : Monte Carlo. Operette in 3 Akten. Livret avec F. Antony (d'après une idée de Heribert Hülgerth). Musique de Ludwig Roman Chmel.
- 1911 : Die romantische Frau. Operette in 3 Akten. Livret avec Bela Jenbach (d'après une pièce d'Ernst Wichert). Musique de Carl Weinberger.
- 1911 : Vielliebchen. Operette in drei Akten. Livret avec Rudolf Österreicher et M. A. Weikone. Musique de Ludwig Engländer.
- 1911 : Das geborgte Schloß. Operette in 3 Akten. Livret avec Georg Verö. Musique de Hermann Dostal.
- 1911 : Der Frauenfresser. Operette in 3 Akten. Livret avec Leo Stein und Eugen Spero. Musique d'Edmund Eysler.
- 1915 : Der Weltenbummler. Operette in einem Vorspiel und 2 Akten. Livret avec Fritz Löhner-Beda. Musique de Richard Fall.
- Graf Sandor. Operette in 3 Akten. Livret avec Leopold Krenn. Musique de Hermann Dostal.